# Konstantinos Karamanlis
|  | Denne artikel omhandler en afdød græsk politiker. For hans nevø, Grækenlands premierminister fra 2004 til 2009, se Kostas Karamanlis. |
Konstantinos Karamanlis (født 8. marts 1907, død 23. april 1998) var en græsk politiker.
Han var premierminister 1955-58, 1958-61, 1961-63 og 1974-80. Han var præsident 1980-85 og 1990-95. Han grundlagde Nyt Demokrati, Grækenlands største konservative parti, i 1974.
Hans nevø Kostas Karamanlis er Grækenlands premierminister siden 2004.